# Vorhardsweiler
Vorhardsweiler ist eine Ortswüstung im Gebiet der Gemeinde Adelmannsfelden im Ostalbkreis im östlichen Baden-Württemberg.

## Geographische Lage
Der Ort Vorhardsweiler stand im großen Waldgebiet zwischen dem oberen Kocher und der oberen Bühler auf etwa 475 m ü. NHN im heutigen Gemeindegebiet von Adelmannsfelden rund sieben Kilometer westlich der Adelmannsfelder Ortsmitte. Der Ort befand sich im Bereich der versetzten Kreuzung des vom Kochertal bei Untergröningen im Kochertal nordwärts über Wegstetten nach Bühlerzell-Gerabronn und weiter ins Bühlertal führenden Wegs mit dem von Pommertsweiler über Hinterbüchelberg nordwestlich in Richtung Hohenberg und zur Kohlenstraße ziehenden Höhenwegs zwischen den beiden großen Flusstälern. Beide Wege bestehen noch heute als teils nicht ausgebaute Staubwege, die aber dem nur geringen öffentlichen Verkehr offenstehen.
Rechts der letztgenannten Straße kurz vor Erreichen der anderen liegt heute eine kleine Waldlichtung, in der wohl das zuletzt noch vorhandene Waldschützenhaus stand. Etwa einen Viertelskilometer südlich von dieser fließt der obere Rötenbach ostsüdostwärts bis zum Zufluss seines linken Oberlaufs Seebach aus der Spitzklinge im Norden und Osten, jenseits des Rötenbachs im Süden beginnt das Waldgewann Breitengehren.

## Geschichte
Vorhardsweiler wurde früher Foretsweiler genannt. Im nahen Wald Breitengehren stand einst ein Hof gleichen Namens. 1380 ist der Ort als Volratzweiler erwähnt, zwei Güter von ihm bezahlten ihre Gült nach Adelmannsfelden. Noch im Jahre 1439 gehörte ein Gütlein zu „Forentzweiler“ zu Untergröningen, das auch von „dem Breitengern“ eine Gült zahlte. Beide Anwesen kamen in der Folge in den Besitz der Schenken von Limpurg, die sie späterhin an die Herrn von Vohenstein verpfändeten, die 1509 eine weitere Gült in Vorhardsweiler erwarben. 1607 kaufte Hans Christof von Vohenstein für 1800 Gulden die damals bestehenden zwei Höfe und fügte sie zu einer Domäne zusammen, in der er eine „adeliche Behausung“ errichtete. Weil seiner Linie aber die ganze Herrschaft Adelmannsfelden zufiel, wurde diese bald wieder verlassen. Ernst Albert von Vohenstein setzte einen Bauern auf das Anwesen, wobei es in der Folge blieb.
Württemberg, das den durch komplizierte Erbverhältnisse zersplitterten limpurgischen und vohensteinischen Besitz in der Region schon vor der weiten Ausdehnung seines Herrschaftsgebietes während der Mediatisierung in napoleonischer Zeit zu sammeln begonnen hatte, ließ später aufforsten, die Bewirtschaftung wurde 1832 dem Forstamt Comburg übertragen. Wenigstens bis 1854 blieb jedoch ein Haus stehen, das Wohnsitz eines Waldschützen war.